# Saint-Sauveur-de-Ginestoux
Saint-Sauveur-de-Ginestoux är en kommun i departementet Lozère i regionen Occitanien i södra Frankrike. Kommunen ligger i kantonen Châteauneuf-de-Randon som tillhör arrondissementet Mende. År 2022 hade Saint-Sauveur-de-Ginestoux 60 invånare.

## Befolkningsutveckling
Antalet invånare i kommunen Saint-Sauveur-de-Ginestoux
| Referens: INSEE |